# Thysanus
Thysanus is een geslacht van vliesvleugeligen uit de familie Signiphoridae. De wetenschappelijke naam van dit geslacht is voor het eerst geldig gepubliceerd in 1840 door Walker.

## Soorten
Het geslacht Thysanus omvat de volgende soorten:
- Thysanus ater Walker, 1840
- Thysanus melancholicus (Girault, 1913)
- Thysanus nigrellus (Girault, 1913)
- Thysanus rusti Timberlake, 1924